# Shōsuke Kuragane
倉金章介
Shōsuke Kuragane (倉金章介), de son vrai nom Torao Kurakane (倉金 虎雄), est un auteur japonais de manga né le 13 février 1914 à Kōfu et mort le 25 août 1973.

## Biographie
Shōsuke Kuragane naît le 13 février 1914 à Kōfu. Il est l'auteur de Anmitsu Hime, publié de 1949 à 1955. Ce shōjo raconte les aventures d'une princesse au moyen Âge et reçoit un grand succès, permettant au magazine dans lequel il est publié de dépasser les 700 000 exemplaires. Ce manga est adapté en dessin animé, en téléfilm et en film. Son autre manga notable est Tentenmusume (てんてん娘), adapté au cinéma en 1956 avec Mariko Miyagi dans le rôle principal et en 1984 à la télévision avec Mayumi Hara. Il meurt le 25 août 1973.